# لئاندرو کاستان
لئاندرو کاستان دا سیلوا (پرتغالی: Leandro Castán da Silva؛ زادهٔ ۵ نوامبر ۱۹۸۶) بازیکن فوتبال اهل برزیل است.
وی برای تیم ملی فوتبال برزیل ۲ بازی انجام داده‌است. پست تخصصی این بازیکن نیز، مدافع میانی است.